# Astra 2C
Astra 2C auf 19,2° Ost ist ein Fernsehsatellit der SES Global (vormals SES-Astra – Société Européenne des Satellites-Astra) mit Sitz in Betzdorf in Luxemburg, der für den Fernsehempfang in Europa eingestellt ist.
Er wurde 2001 vom Weltraumbahnhof Baikonur in Kasachstan ins All befördert.
Astra 2C verfügt über Backup-Kapazitäten für Astra C-Band, D-Band & E-Band.
Astra 2C war bis August 2007 auf der Orbitalposition 19,2° Ost im Einsatz. Durch die Inbetriebnahme von Astra 1L konnte er auf seine ursprünglich vorgesehene Position 28,2° Ost verschoben werden, die er am 20. August 2007 erreicht hat. Er stellte dort dringend benötigte, zusätzliche Transponderkapazität vor allem für Großbritannien zur Verfügung. Danach wurde er aber erneut verschoben, um Astra 5A auf 31,5° zu ersetzen.
SES Global nahm im Mai 2011 erneut eine Positionierung vor und verschob Astra 2C zurück auf die Orbitalposition 19.2° Ost, auf der er im Juni 2012 Anteile der Transponder von Astra 1H (ab dann als Backup-Satellit genutzt) und Astra 1M übernahm.

## Empfang
Der Satellit kann in Teilen Europas empfangen werden, ab Griechenland gibt es einen starken Signalabfall, sodass es auch im Nahen Osten keinen Empfang mehr gibt. Des Weiteren ist der Empfang in Skandinavien nur stark eingeschränkt möglich.
Die Übertragung erfolgt im Ku-Band.